# Keila
Pour les articles homonymes, voir Keila (homonymie).
Keila (autrefois: Kegel) est une ville et une municipalité urbaine de la région d'Harju (autrefois: district d'Harrien) en Estonie.
En 2006, la ville comptait 9 386 habitants.

## Géographie
La ville se trouve au bord du fleuve Keila (anciennement: Fluß Kegel) et à 25 km à l'ouest de Tallinn.
La superficie de Keila est de 11,25 km2.
La frontière orientale de Keila longe principalement la rivière Keila.

### Relief
Une grande partie de Keila est située sur la colline de Keila, qui est un esker orienté nord-ouest-sud-est, dont l'extrémité nord-ouest se trouve au village de Valkse.
Le point naturel le plus élevé de la colline et de toute la zone environnante avec une hauteur de 48 m se trouve dans la partie nord-ouest de la ville.
Une colline artificielle d'une hauteur de près de 56 m est située à proximité immédiate de ce point.
La partie sud de la ville est située sur la pente douce du plateau et la partie est est située sur les rives plates de la rivière Keila.
La partie ouest de la ville se trouve dans une plaine inférieure, sur laquelle s'est formé le marais de Niitvälja

### Eaux
La partie orientale de Keila est située sur les rives de la rivière Keila. En 1993, la rivière Keila a été étudiée de manière approfondie dans plusieurs sections, y compris au-dessus de Keila. La largeur de la rivière à Keila était de 15 m et la profondeur de 0,3 à 0,6 m. Le débit approximatif dans la ville de Keila était de 1000 l/s. Les rives de Keila étaient en partie plates et en partie escarpées. Le lit de la rivière à Keila était graveleux et caillouteux, boueux à certains endroits. L'eau de fonte des neiges représente 33 %, l'eau de pluie 32 % et les eaux souterraines 35 % du débit annuel total de la rivière au-dessus de la ville de Keila.
Dans la section de la rivière bordant la ville, de la lamproie de rivière, du brochet, de l'anguille, du gardon, du chevesne et du rotengle, rarement aussi du saumon et de la brème ont été capturés.

### Flore
Sur l'ancienne île de la rivière Keila, il y a un parc fluvial protégé. Les autres parcs importants de la ville sont Keskpark, situé au-dessus de l'ancien cimetière, et Männik, situé derrière le bâtiment de l'école élémentaire Keila, est classé au patrimoine national.
Dans la partie ouest de la ville, le barrage de Keila est situé sur le versant sud de la colline de Keila. À la frontière de la ville entre deux embranchements ferroviaires (sur le territoire du village de Kulna) se trouve le Chêne de Liivaaugu.
Dans les marais et les prairies de la partie ouest de la ville, il existe des habitats d'espèces végétales sous protection de la nature.
Parmi les espèces végétales qui poussent à Keila, on trouve l’Orchidaceae, la Dactylorhiza baltica, la Orchis guerrier, la Orchis moucheron, la Platanthère à deux feuilles, la Orchis incarnat, la Sabot de Vénus, la Dactylorhiza maculata, la Ophrys mouche, la Néottie nid d'oiseau, la platanthère à fleurs verdâtres, la Dactylorhiza russowii, le Listère à feuilles ovales, le Épipactis des marais et Orchis de Fuchs.
Parmi les plantes protégées sont représentées la Saussurea esthonica, les myrte des marais, le Potentille frutescente, la Pedicularis sceptrum-carolinum, la Violette élevée, la Thesium ebracteatum, la Dracocephalum ruyschiana, la Gymnocarpe de Robert et la Lycopode sélagine,.

## Population
Keila est la troisième ville la plus peuplée du comté de Harju après Tallinn et Maardu.

### Évolution démographique
La démographie de Keila a évolué comme suit,:
| 1922 | 1929 | 1934 | 1939  | 1959  |
| ---- | ---- | ---- | ----- | ----- |
| 789  | 924  | 969  | 1 172 | 3 032 |

| 1970  | 1980  | 1985  | 1990   | 2000  |
| ----- | ----- | ----- | ------ | ----- |
| 5 531 | 7 549 | 8 731 | 10 702 | 9 410 |

| 2005  | 2010  | 2015  | 2020   | 2022   |
| ----- | ----- | ----- | ------ | ------ |
| 9 670 | 9 960 | 9 758 | 10 004 | 10 499 |

| 2024   | - | - | - | - |
| ------ | - | - | - | - |
| 10 964 | - | - | - | - |

### Composition ethnique
| Ethnie      | 1970 | 1970  | 1979 | 1979  | 1989  | 1989  | 2000 | 2000  | 2011 | 2011  |
| Ethnie      | Hab. | %     | Hab. | %     | Hab.  | %     | Hab. | %     | Hab. | %     |
| ----------- | ---- | ----- | ---- | ----- | ----- | ----- | ---- | ----- | ---- | ----- |
| Estoniens   | 4621 | 82,61 | 5573 | 77,47 | 7094  | 70,43 | 7773 | 82,80 | 8291 | 84,92 |
| Russes      | 673  | 12,03 | 1191 | 16,56 | 2177  | 21,61 | 1133 | 12,07 | 1078 | 11,04 |
| Ukrainiens  | 79   | 1,41  | 116  | 1,61  | 299   | 2,97  | 166  | 1,77  | 139  | 1,42  |
| Finnois     | 88   | 1,57  | 105  | 1,46  | 115   | 1,14  | 84   | 0,89  | 56   | 0,57  |
| Biélorusses | 40   | 0,72  | 60   | 0,83  | 111   | 1,10  | 64   | 0,68  | 53   | 0,54  |
| Lettons     | 20   | 0,36  | 23   | 0,32  | 24    | 0,24  | 23   | 0,24  | 24   | 0,25  |
| Polonais    | ...  | ...   | 8    | 0,11  | 14    | 0,14  | 10   | 0,11  | 8    | 0,08  |
| Tatars      | ...  | ...   | 31   | 0,43  | 43    | 0,43  | 8    | 0,09  | 7    | 0,07  |
| Lituaniens  | 15   | 0,27  | 11   | 0,15  | 16    | 0,16  | 7    | 0,07  | 5    | 0,05  |
| Allemands   | ...  | ...   | 18   | 0,25  | 23    | 0,23  | 7    | 0,07  | 10   | 0,10  |
| Juifs       | 6    | 0,11  | 5    | 0,07  | 13    | 0,13  | 1    | 0,01  | 1    | 0,01  |
| autres      | 32   | 0,57  | 53   | 0,74  | 143   | 1,42  | 112  | 1,19  | 91   | 0,93  |
| Total       | 5594 | 100   | 7194 | 100   | 10072 | 100   | 9388 | 100   | 9763 | 100   |

## Transports
La route nationale 8 Tallinn-Paldiski traverse Keila.
De Keila partent la route nationale 11 en direction de Maardu et la route nationale 17 en direction de Haapsalu.
La ligne de Tallinn à Keila bifurque à Keila vers Riisipere et Paldiski.
Les lignes de bus de Keila sont les K11, K12, K13 et K14,.

## Histoire

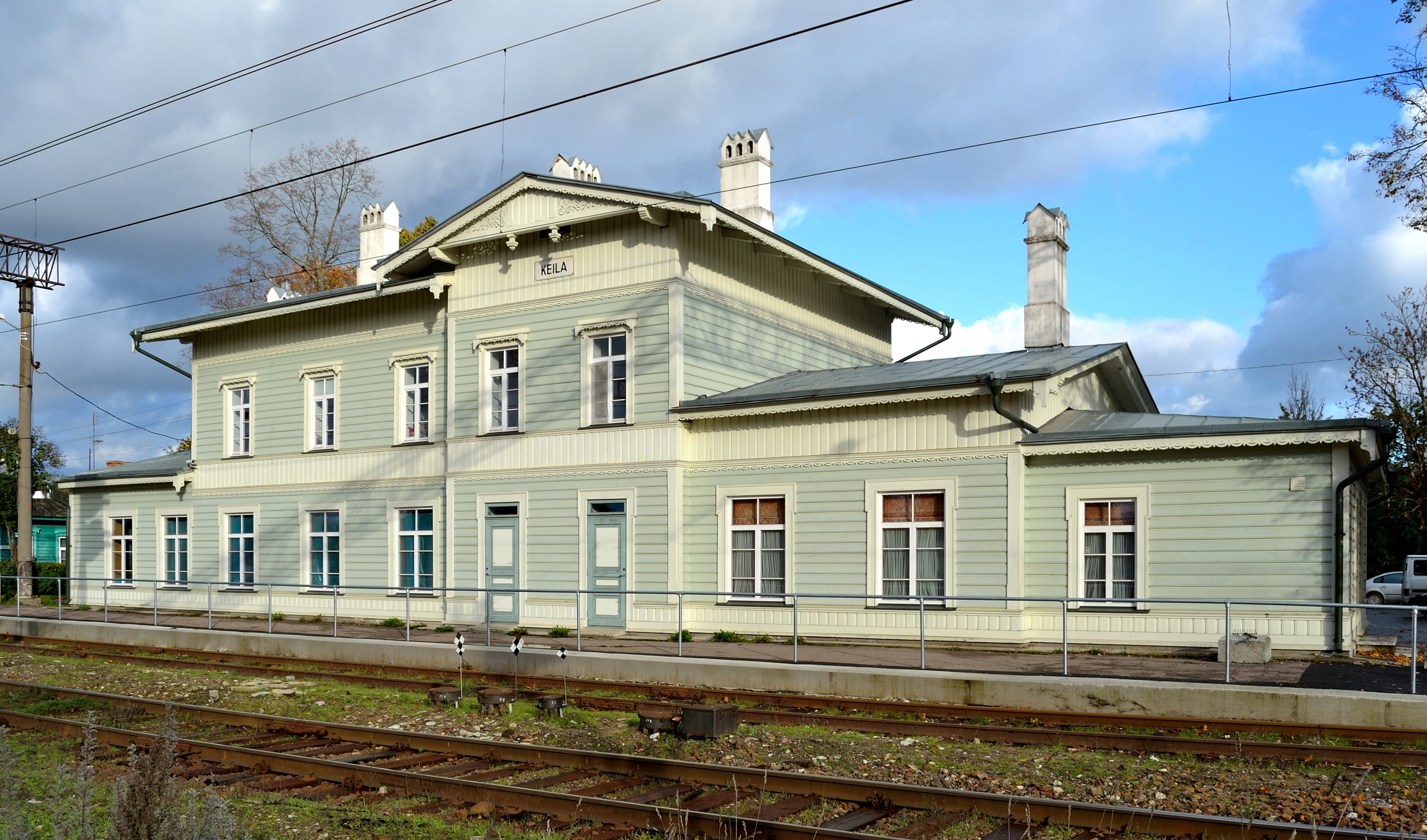
Gare de Keila

L'endroit a été mentionné pour la première fois sous le nom de Keikal dans le Liber Census Daniæ, en 1241, lorsque la contrée appartenait à la couronne du Danemark. Une paroisse est fondée à la fin du XIIIe siècle et une église de pierres construite, qui est toujours visible aujourd'hui. La paroisse de Kegel est l'une des plus importantes de la région à cette époque. Celle-ci est vendue à l'Ordre Livonien par la suite et les chevaliers construisent plus tard un château fort entre le XVe siècle et le XVIe siècle. Le bourg alentour prend de l'importance au fur et à mesure de l'arrivée de nouveaux artisans et paysans. La Guerre de Livonie (1558-1583) provoque la destruction du village, en particulier en 1567 lorsque les troupes polonaises envahissent les lieux. De plus, une épidémie de peste achève de décimer la population en 1601-1602.
Kegel connaît à nouveau un début de prospérité avec l'arrivée du chemin de fer, grâce à l'ouverture de la ligne Reval-Port Baltiski, en 1870. Le train est appelé le Kegelbahn. Une statue de six mètres de haut représentant Luther est élevée en 1862. Elle est détruite par les autorités communistes en 1949.
Kegel est renommé Keila dans les années 1930 et obtient le statut de ville en 1938. Elle connaît un nouvel essor du temps de la république socialiste soviétique d'Estonie avec l'arrivée de nouvelles populations d'URSS. De grands ensembles de béton (Plattenbau) sont construits dans les années 1960-1970, ainsi qu'un centre culturel dans le style du classicisme socialiste.

## Jumelage
| Ville | Ville       | Pays | Pays      | Période                |
| ----- | ----------- | ---- | --------- | ---------------------- |
|       | Barsbüttel  |      | Allemagne |                        |
|       | Birštonas   |      | Lituanie  |                        |
|       | Hoyerswerda |      | Allemagne |                        |
|       | Huittinen   |      | Finlande  |                        |
|       | Kerava      |      | Finlande  | depuis le 26 mai 2012  |
|       | Nacka       |      | Suède     |                        |
|       | Sigulda     |      | Lettonie  |                        |
|       | Tchiatoura  |      | Géorgie   | depuis le 6 avril 2009 |

## Tourisme et architecture
- Musée de la région d'Harju : il se trouve dans l'ancien manoir seigneurial de Kegel (Gutshaus Kegel), construit au XIXe siècle.
- Église Saint-Michel : elle date du XIIIe siècle. L'autel, la chaire et les boiseries datent du XVIIe siècle. Le clocher néogothique a été élevé en 1851.

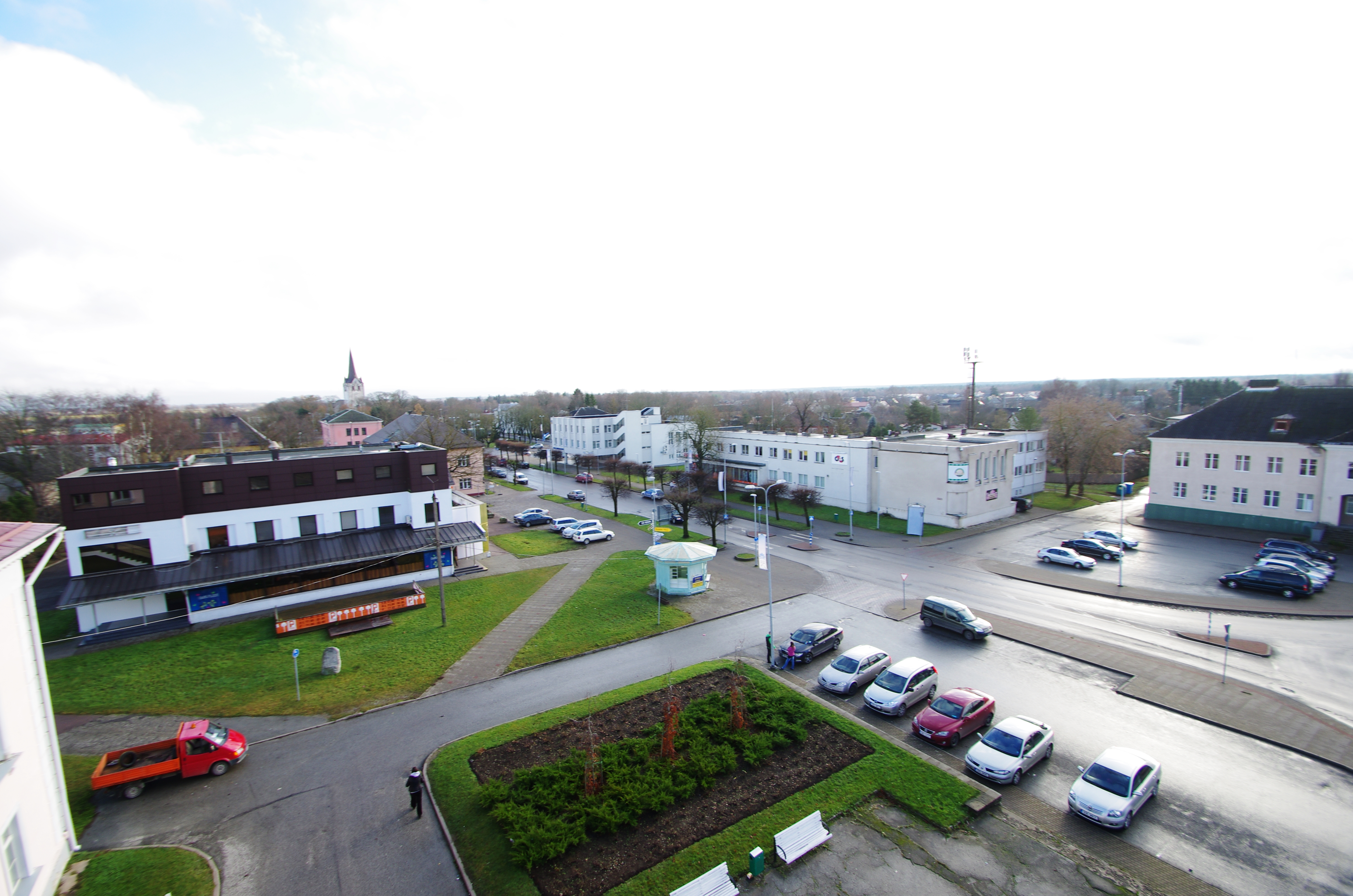
La ville de Keila.
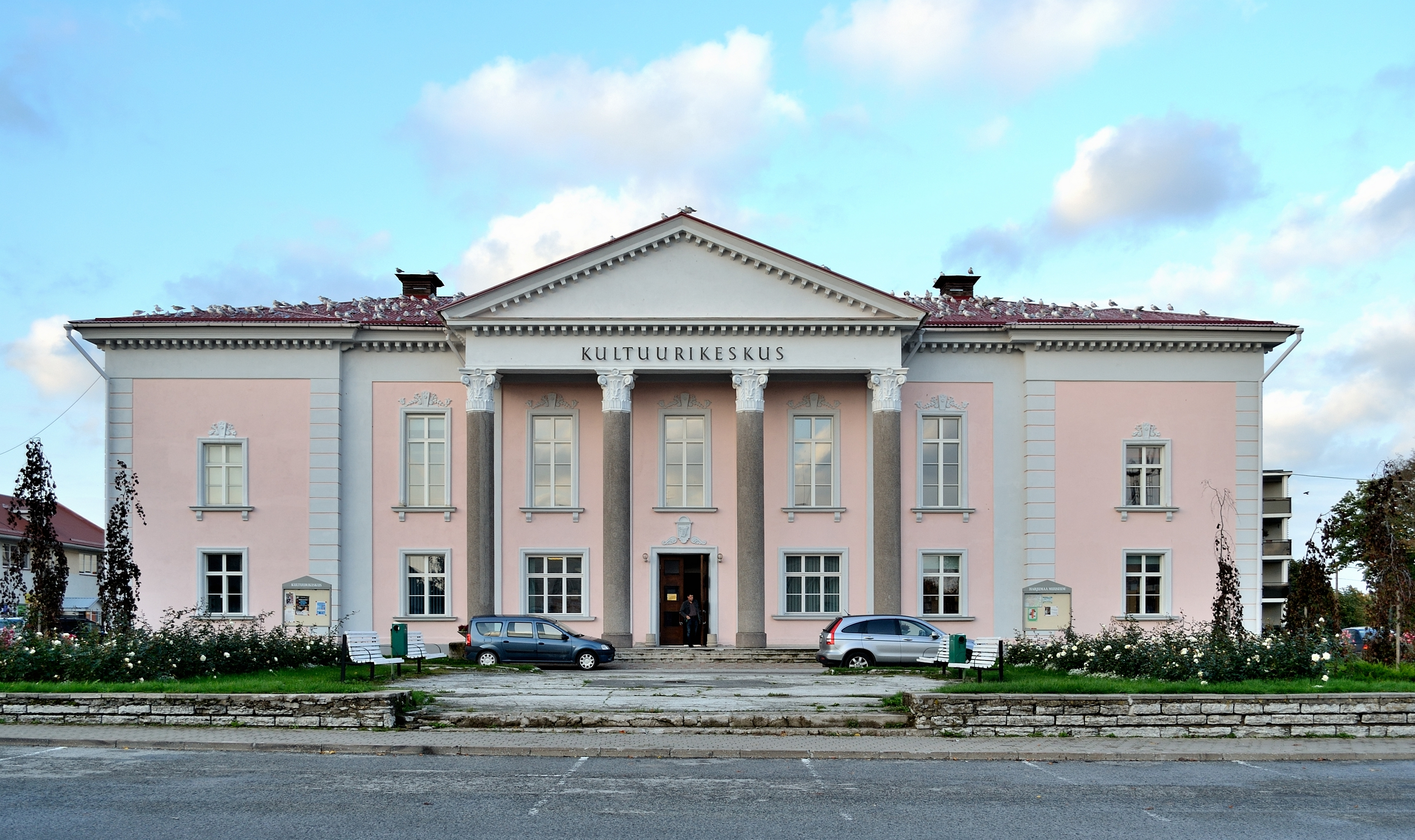
Le centre culturel de Keila.
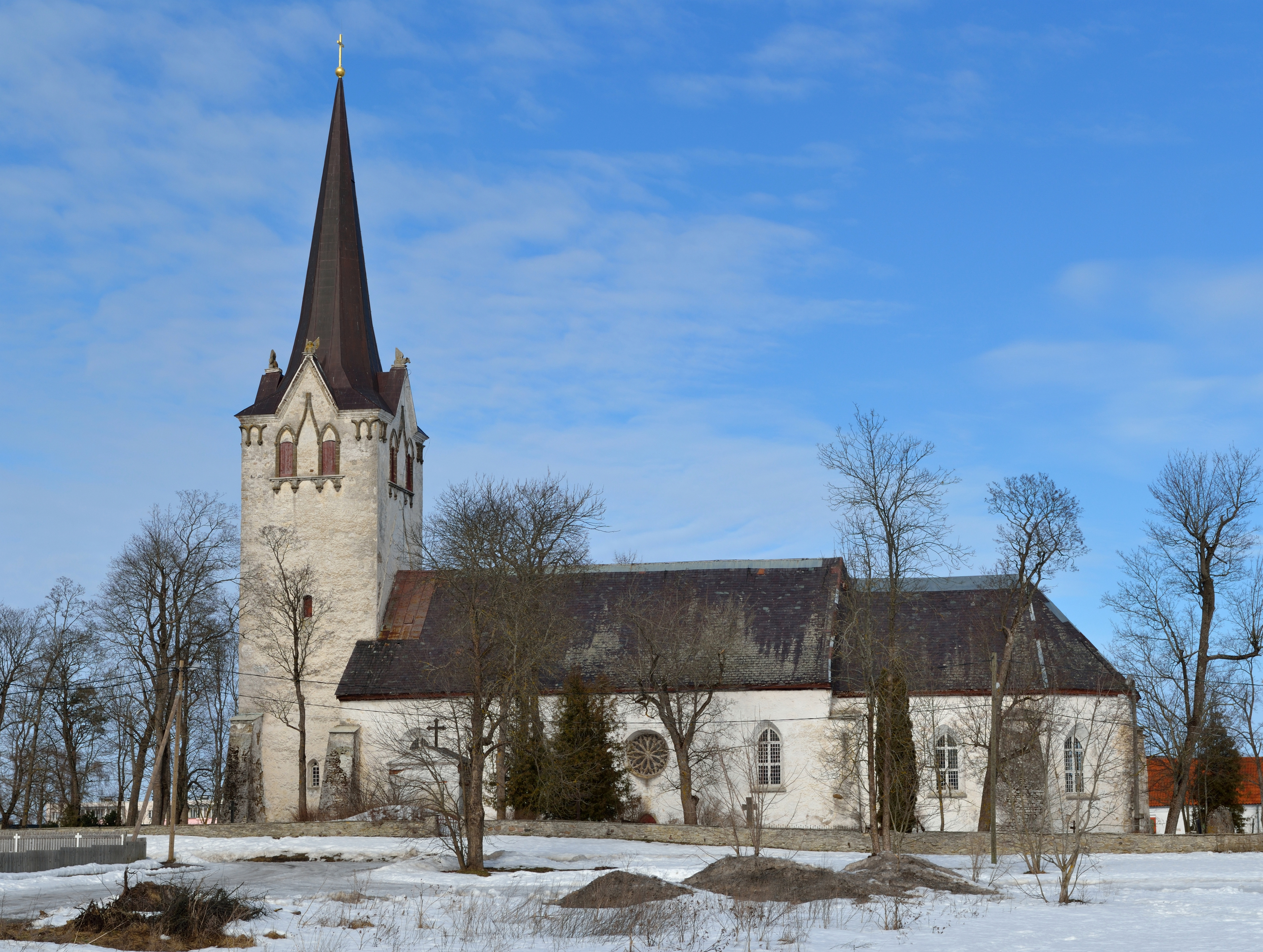
L'église de Keila.
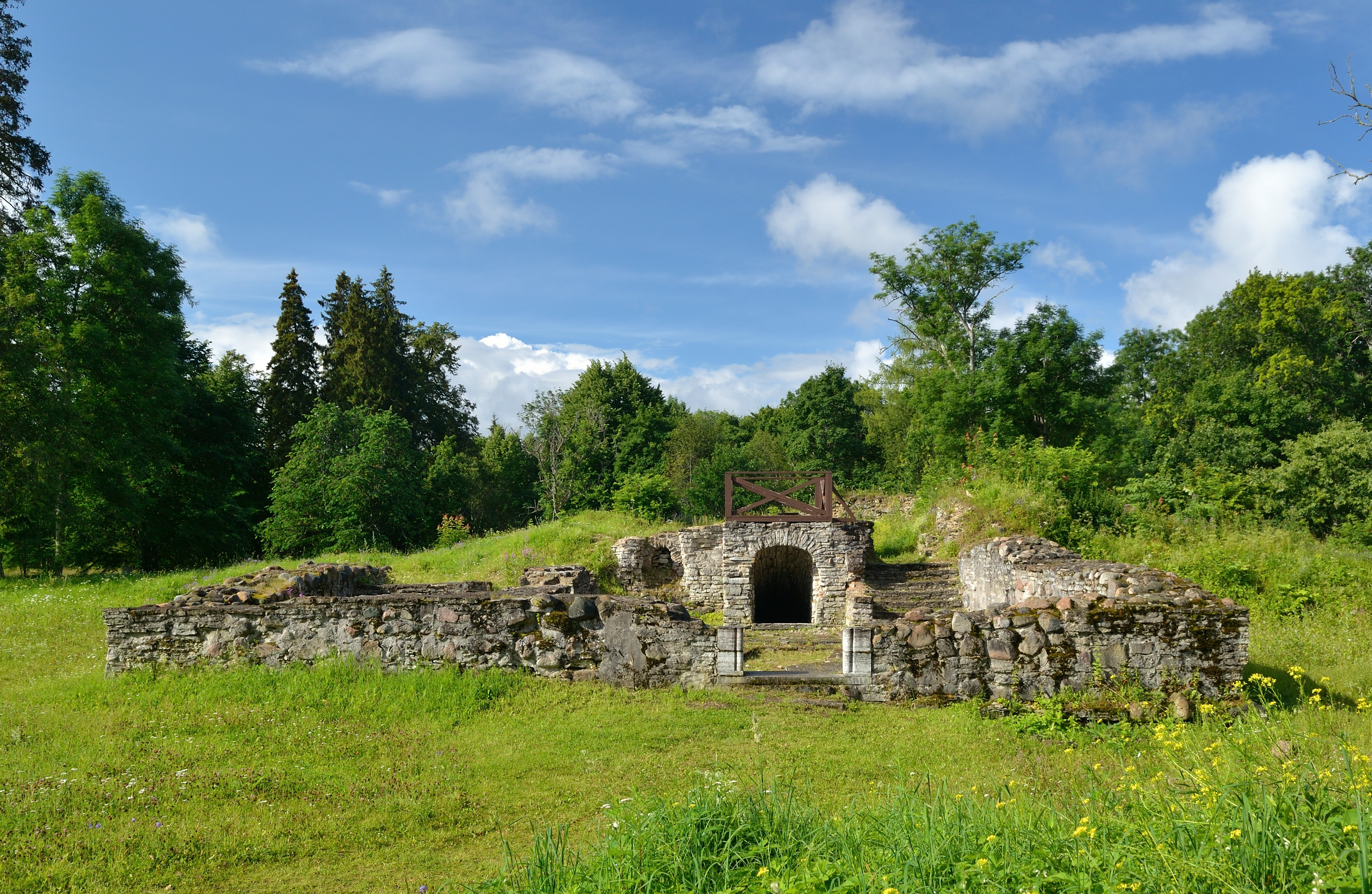
Ruines du bastion de Keila.

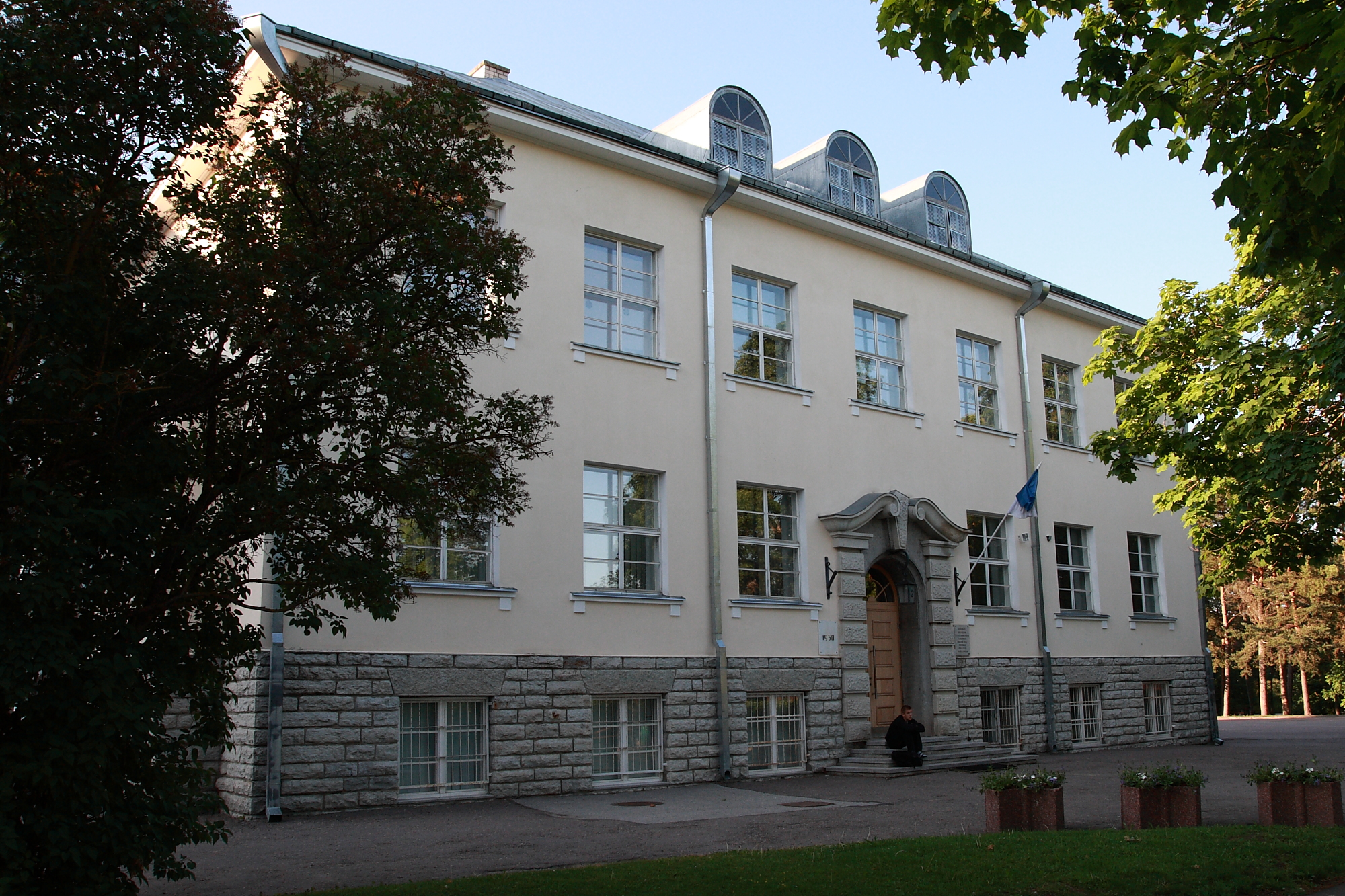
L'école primaire de Keila.
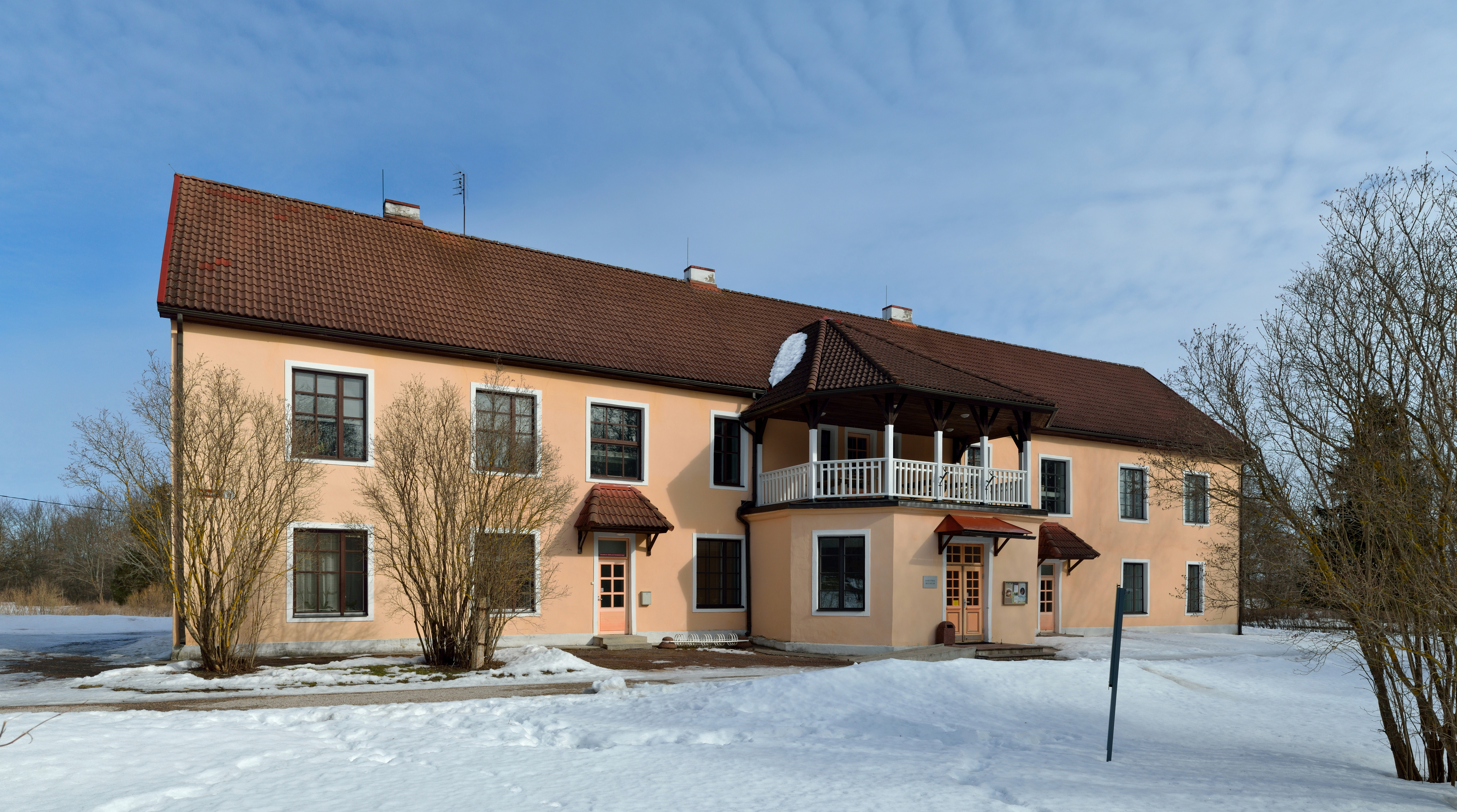
Le manoir de Keila (Musée du Harjumaa).
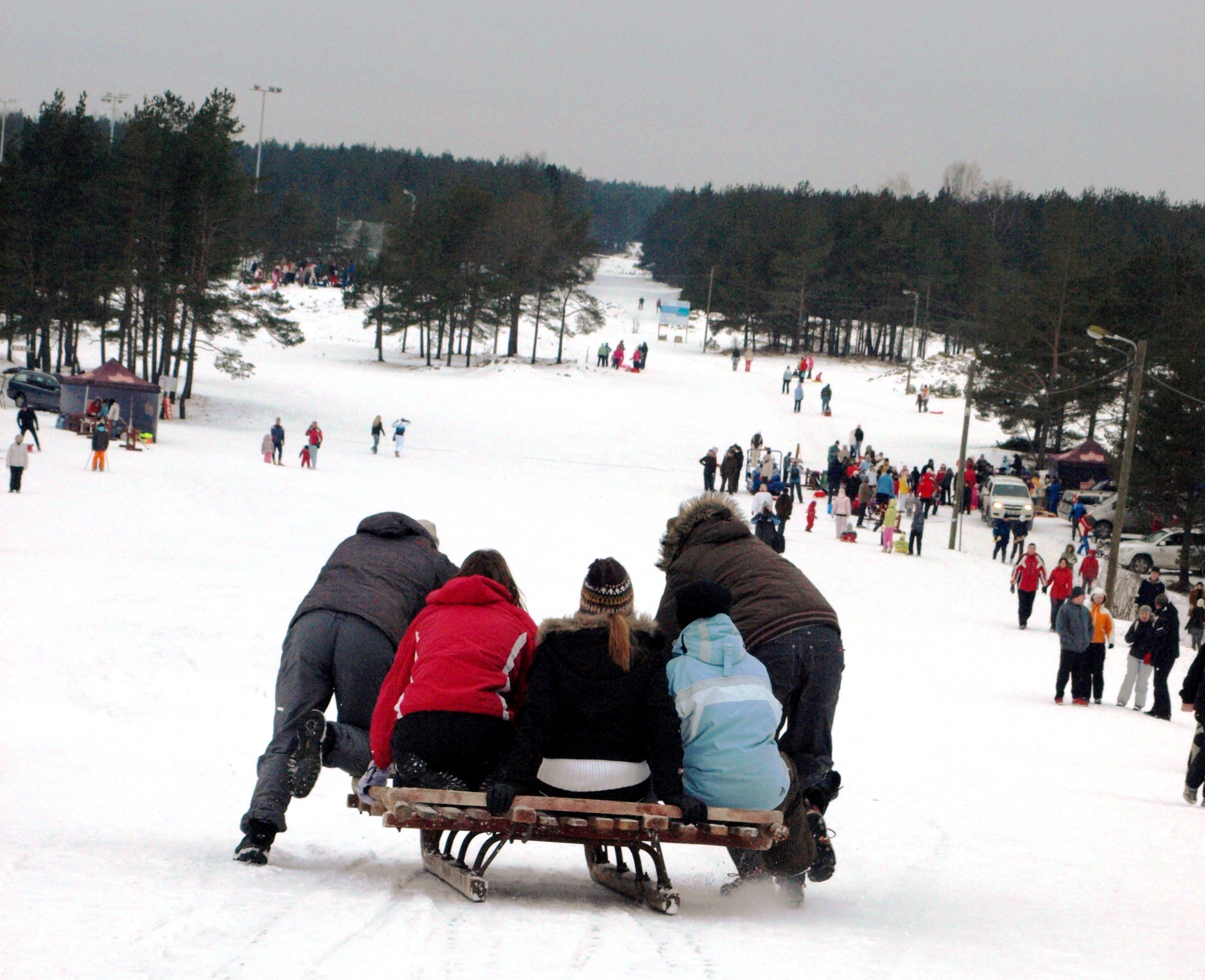
L'hiver à Keila.
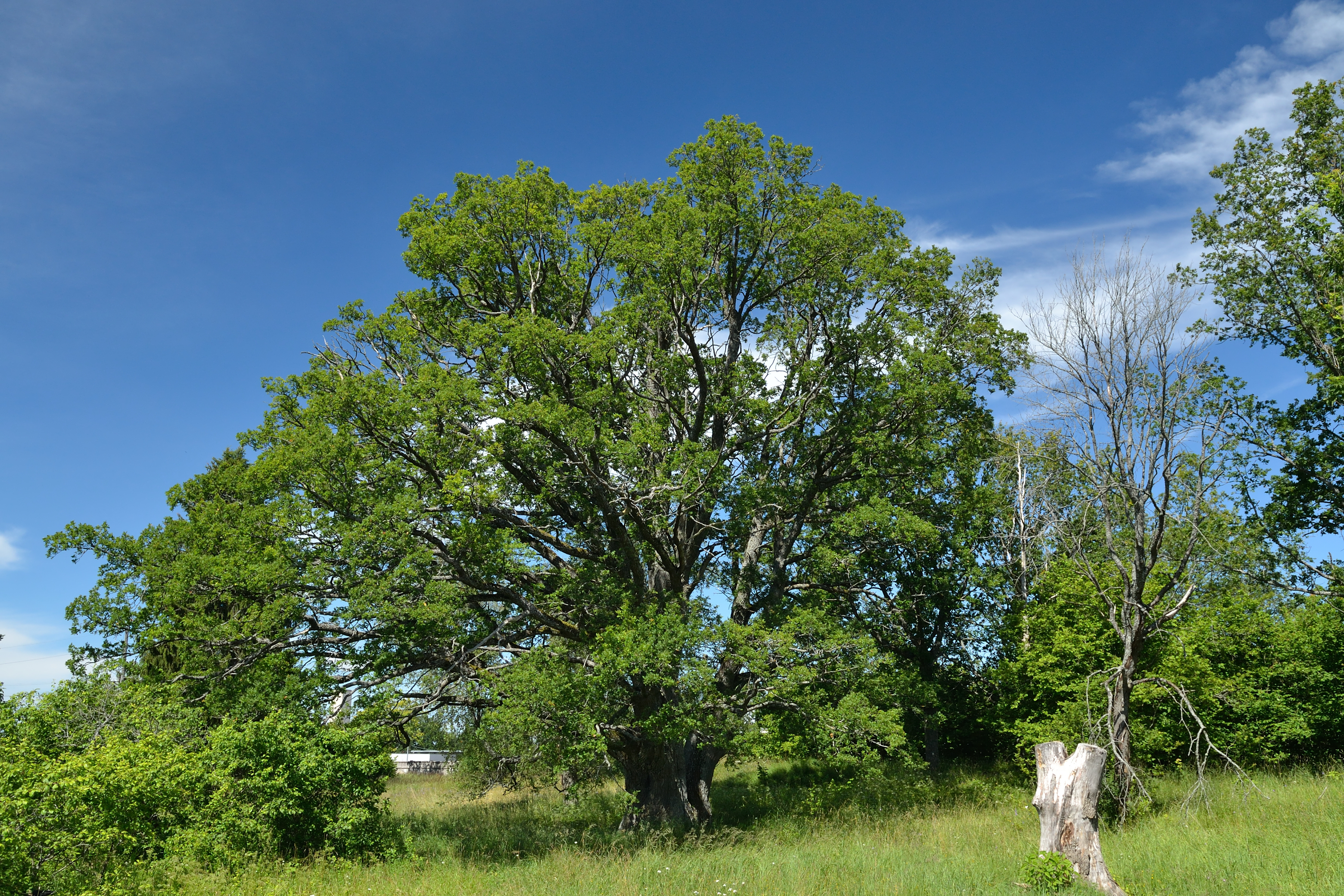
Chêne (Quercus robur), vieux de plus de 300 ans.

## Personnalités liées a Keila
- Rauno Pehka, basketteur
- Priit Tomson, basketteur
- Eduard Vilde, écrivain